# Esercito meridionale

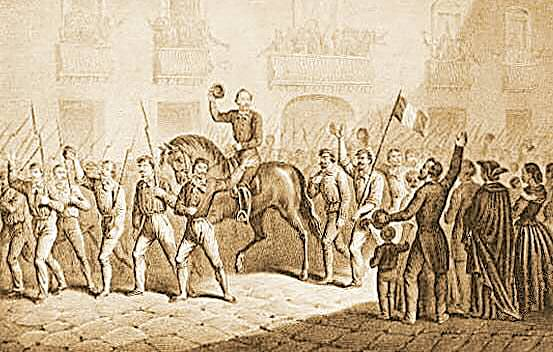

L'Esercito meridionale en français : « Armée méridionale » est la dénomination officielle donnée par Giuseppe Garibaldi à la force armée qu'il constitue au cours de l'expédition des Mille. Cette armée est composée de volontaires italiens en majorité du Sud de l'Italie, à peu près 30 000, selon les historiens : les officiers ont un uniforme de couleur rouge, et donc tous les combattants sont appelés les chemises rouges. Les volontaires siciliens combattent lors de la  bataille de Calatafimi, durant la prise de Palerme et lors de la bataille de Milazzo. Quand les garibaldiens débarquent en Calabre, ils s'intègrent dans l'armée des volontaires calabrais.

## Son histoire
Quand Garibaldi débarque en Sicile en mai 1860, la colonne des volontaires italiens septentrionaux reçoivent immédiatement l'aide de 200 volontaires siciliens, et lorsque Garibaldi se proclame dictateur de la province conquise à Salemi, d'autres Siciliens s'enrôlent.
Après la prise de Palerme (30 mai), les forces garibaldiennes se sont réduites à 600 hommes mais le 18 juin les renforts de l'Italie du nord commencent à arriver par la mer. Il y a d'abord 2 500 hommes commandés par Giacomo Medici, puis 800 partis de Gênes commandés par Enrico Cosenz le 2 juillet 1860 qui débarquent le 5 juillet à Palerme, et enfin une autre colonne le 16 juillet commandée par Gaetano Sacchi. Peu à peu, ce sont 20 000 volontaires qui arrivent dans le Sud.
Le 2 juillet par le décret dictatorial numéro 79, Garibaldi organise les volontaires en quatre divisions, chacune comporte deux ou trois brigades. Ainsi la XVe division est placée sous le commandement de Stefano Turr, la XVIe sous celui de Giuseppe Paternò (it) puis remplacé par Enrico Cosenz, la XVIIe sous celui de Giacomo Medici et la XVIIIe sous celui de Nino Bixio.
L'Esercito meridionale, comprend aussi un groupe de 500 volontaires hongrois dans la brigade Eber commandée par le colonel brigadier Ferdinand Nándor Eber (1825-1885), correspondant du quotidien The Times avec la nationalité anglaise, et diverses unités de l'armée des Bourbon qui ont changé d'uniforme et se considère italiens. Ces volontaires furent d'un grand apport lors de la bataille du Volturno, l'armée de Savoie étant largement minoritaire.
En octobre 1860, quand l'armée commandée par Victor-Emmanuel II de Savoie arrive dans la zone des opérations militaires, Garibaldi confie ses 50 000 chemises rouges au roi de Savoie avant de se retirer à Caprera.
L'esercito meridionale est initialement employé dans des fonctions logistiques de l'arrière garde de l'armée de Savoie puis englobée dans l'armée italienne en 1862 pour combattre le brigandage dans le long conflit qui ensanglantera le sud de l'Italie.

### La milice nationale sicilienne
Déjà avec le décret dictatorial n°2 du 14 mai, Garibaldi établit la formation d'une Milice Nationale Sicilienne, avec un quota pour le maintien de l'ordre public. L'organisation était la suivante : de 17 à 30 ans, ils s'engageaient dans l'armée (milice active), de 30 à 40 ans, ils étaient chargés du maintien de l'ordre public dans les districts, tandis que de 40 à 50 ans, ils assumaient des fonctions de surveillance dans leur propre municipalité. Le décret stipule également la conscription obligatoire de l'âge de 17 à 50 ans. La milice était organisée en bataillons, dont chacun devait comprendre au moins quatre compagnies de 60 à 150 soldats[3]. Par le décret n° 289 du 22 octobre 1860, le dictateur Mordini transféra la Milice nationale sicilienne, commandée par Nicolò Turrisi Colonna, à la Garde nationale italienne, sous le commandement de son général.